# Crossmolina
Crossmolina (irl. Crois Uí Mhaoilíona) – miasteczko w Irlandii, w prowincji Connacht, w hrabstwie Mayo. Według danych szacunkowych Głównego Urzędu Statystycznego Irlandii, w kwietniu 2016 roku miejscowość liczyła 1 044 mieszkańców.

## Sport
W mieście funkcjonuje klub futbolu gaelickiego Crossmolina Deel Rovers. Został założony w 1887 roku jako Crossmolina Dr. Crokes, w 1906 roku przekształciła się w Deel Rovers.

## Osoby związane z miejscowością

### Urodzeni
- Conor Loftus (1995) – irlandzki piłkarz gaelicki
- Seán Lowry (1952) – irlandzki piłkarz gaelicki
- John Maughan (1962) – irlandzki piłkarz gaelicki
- Ciarán McDonald (1975) – irlandzki piłkarz gaelicki
- Marc Roberts (1968) – irlandzki piosenkarz

## Linki  zewnętrzne
- Oficjalna strona internetowa